# Diazotiranje
Diazotiranje je kemijska reakcija aromatskih aminov s hladno dušikasto kislino (HNO2), v kateri nastanejo arilne diazonijeve soli s splošno formulo [Ar-N2]+X-. Reakcijo je leta 1858  odkril Peter Griess, ki je kasneje odkril tudi več reakcij diazonijevih soli. 
Diazonijeve soli v trdni obliki so zelo nestabilne, zato se običajno ne izolirajo iz reakcijske zmesi, ampak se reakcija nadaljuje, na primer s pripajanjem anilinov ali fenolov, tako da nastanejo azo spojine.

## Reakcijski mehanizem
Diazotiranje poteka po naslednji splošni enačbi:
Ar-NH2 + HNO2 + HX → [Ar-N2]+X- + 2H2O
Sinteza poteka pri temperaturi pod 5 °C, ker pri višjih temperaturah diazonijeve soli zaradi svoje visoke reaktivnosti hitro razpadejo. Vse reakcije z diazonijevimi solmi zato potekajo praviloma brez izoliranja vmesnih produktov. Arilni diazonijevi kloridi v trdnem stanju so zelo eksplozivni. Bolj stabilni so tetrafluoroborati [BF4]-  in heksafluorofosfati [PF6]-. 
Reakcija poteka v več stopnjah:
- Protoniranje dušikaste kisline (HNO2)

HO-N=O + H+ → H2O+-N=O
- Z odcepitvijo vode nastane elektrofilni nitrozilni kation

H2O+-N=O → [N=O]+ + H2O
- Prosti elektronski par dušikovega atoma v arilaminu se veže na pozitivno nabiti dušikov atom nitrozilnega kationa

[N=O]+ + Ar-NH2 → Ar-NH2+-NO
- Sledi odcepitev protona, tako da nastane diazonijev hidroksid

Ar-NH2+-NO → Ar-N=N-OH + H+
- Odcepljeni proton se veže na kisikov atom v diazonijevem hidroksidu, temu pa sledi odcepitev molekule vode. Nastali produkt je arildiazonijev kation

Ar-N=N-OH + H+ → Ar-N+≡N + H2O
Diazotiranje je standardna metoda za določanje vsebnosti primarnih aromatskih aminov.

## Reakcije arildiazonijevih soli
- Hidroliza. Arildiazonijeve soli pri kuhanju z vodo odcepijo dušik. Nastali vmesni produkti se nato vežejo z vodo v fenole:

Ar-N+≡N → [Ar+] + N2
[Ar+] + H2O → Ar-OH + H+
- Pripajanje
- Redukcija v aromate (dediazotiranje)
- Schiemannova reakcija (pretvorba v arilfluoride)

Ar-N≡N+[BF4]- → Ar-F + N2 + BF3
- Sandmeyerjeva reakcija (pretvorba v arilhalogenide)
- Redukcija v arilhidrazine
- Gomberg-Bachmannova reakcija